# Catedral de San Pablo (Abiyán)
La catedral de San Pablo de Abiyán (en francés: Cathédrale Saint-Paul d'Abiyán) es una catedral católica ubicada en la ciudad de Abiyán, Costa de Marfil. La catedral, que fue diseñada por el arquitecto Aldo Spirito, sirve como iglesia madre de la arquidiócesis de Abiyán.
La primera piedra de la catedral fue consagrada el 11 de mayo de 1980 por el papa Juan Pablo II durante su primer viaje apostólico a Costa de Marfil. También dedicó la finalización del edificio el 10 de agosto de 1985], durante una segunda visita al país. El costo de implementar esta obra arquitectónica se estima en $ 11,7 millones.
La catedral de San Pablo sirvió de refugio a unos 1800 marfileños que huían de la violencia durante el apogeo de la crisis de 2010-2011 en Costa de Marfil que envolvió a Abiyán.